# Welcome to My Nightmare
Welcome to My Nightmare je první sólové (předtím alba vycházela jako hudební skupina Alice Cooper) studiové album amerického zpěváka Alice Coopera, vydané v únoru roku 1975.

## Seznam skladeb
1. "Welcome to My Nightmare" (Alice Cooper, Dick Wagner) – 5:19
2. "Devil's Food" (Cooper, Bob Ezrin, Kelley Jay) – 3:38
3. "The Black Widow" (Cooper, Wagner, Ezrin) – 3:37
4. "Some Folks" (Cooper, Ezrin, Alan Gordon) – 4:19
5. "Only Women Bleed" (Cooper, Wagner) – 5:49
6. "Department of Youth" (Cooper, Wagner, Ezrin) – 3:18
7. "Cold Ethyl" (Cooper, Ezrin) – 2:51
8. "Years Ago" (Cooper, Wagner) – 2:51
9. "Steven" (Cooper, Ezrin) – 5:52
10. "The Awakening" (Cooper, Wagner, Ezrin) – 2:25
11. "Escape" (Cooper, Mark Anthony, Kim Fowley) – 3:20

### Bonusy na CD reedici v roce 2002
1. "Devils' Food" (Alternate Version) - 5:13
2. "Cold Ethyl" (Alternate Version) - 2:56
3. "The Awakening" (Alternate Version) - 4:20

## Sestava
- Alice Cooper - zpěv
- Bob Ezrin - syntezátor, klávesy, zpěv
- Vincent Price - efekty, zpěv
- Dick Wagner - kytara, zpěv
- Steve Hunter - Electric and Acoustic Guitar
- Josef Chirowski - syntezátor, klávesy, zpěv, clavinet
- Prakash John - baskytara
- Tony Levin - baskytara
- Pentti "Whitey" Glan - bicí
- Johnny "Bee" Badanjek - bicí